# 이미 슬픈 사랑
《이미 슬픈 사랑》은 록밴드 야다의 1집  《Wear to Healing YADA》에 수록된 야다의 대표곡이다.